# Stenöorn
Stenöorn är ett naturreservat i Söderhamns kommun i Gävleborgs län.
Området är naturskyddat sedan 1978 och är 56 hektar stort. Reservatet omfattar halvön med detta namn som sträcker sig ut i Bottenhavet. Reservatet består av torrängar och tidvis översvämmade strandängar.